# Fratelli tutti
Fratelli tutti (italienisch alle Brüder/Geschwister) ist eine Enzyklika von Papst Franziskus über die „Geschwisterlichkeit und die soziale Freundschaft.“ Sie ist benannt nach ihrem Incipit, einem Zitat von Franz von Assisi aus seinen Ammonizioni („Ermahnungen“). Das Dokument wurde am 3. Oktober 2020 anlässlich des Besuchs von Papst Franziskus am Grab seines Namenspatrons (in Assisi) unterzeichnet. Diese Enzyklika ist damit die Erste, bei der dies außerhalb Roms geschah. Am darauf folgenden Tag, dem Fest des heiligen Franziskus von Assisi, wurde es veröffentlicht. Die Originalsprache ist Spanisch.
Fratelli tutti ist die dritte Enzyklika von Papst Franziskus, nach Lumen fidei und Laudato si'.

## Inhalt
Fratelli tutti wird von Papst Franziskus selbst als „Sozialenzyklika“ bezeichnet.
Das Schreiben gliedert sich in neun Kapitel: (1) Die Schatten einer abgeschotteten Welt (Nr. 9–55); (2) Ein Fremder auf dem Weg (Nr. 56–86); (3) Eine offene Welt denken und schaffen (Nr. 87–127); (4) Ein offenes Herz für die ganze Welt (Nr. 128–153); (5) Die beste Politik (Nr. 154–197); (6) Dialog und soziale Freundschaft (Nr. 198–224); (7) Wege zu einer neuen Begegnung (Nr. 225–270); (8) Die Religionen im Dienst an der Geschwisterlichkeit in der Welt (Nr. 271–285).
Das für die Unterzeichnung der Enzyklika gewählte Datum ist der 3. Oktober 2020, der Ort ist Assisi, genauer gesagt der Sacro Convento. Das Datum ist der Vorabend des liturgischen Festes des Franz von Assisi, nach dem Jorge Bergoglio seinen Namen als Papst gewählt hat. Dieser Besuch in Assisi ist die erste Reise des Papstes aus dem Vatikan seit Beginn der Pandemie COVID-19 und der vierte Besuch in dieser Stadt seit dem Beginn seines Pontifikats im März 2013.
Erstmals nennt ein Papst einen führenden Vertreter einer anderen Religion als Inspirationsquelle für seine Enzyklika: den Großscheich der Al-Azhar-Universität in Kairo, Ahmad Muhammad al Tayyeb. Die Enzyklika ist in der Tat von der gemeinsamen Erklärung inspiriert, die der Papst zusammen mit dem Großimam am 4. Februar 2019 in Abu Dhabi unterzeichnet hat, dem Dokument über die menschliche Brüderlichkeit. Dieser Text führte anschließend zu einer Resolution der UNO, mit der der 4. Februar zum Internationalen Tag der menschlichen Geschwisterlichkeit erklärt wurde.
Im Vorfeld der Veröffentlichung wurde der bereits bekannte Titel der Enzyklika kritisiert, weil er mit dem Wort „Fratelli“ (auf Deutsch: Brüder) nicht geschlechtsneutral formuliert sei und die Gefahr bestehe, dass die positive Wirkung der Enzyklika unter diesem Mangel leide. Insbesondere die internationale Dachorganisation Catholic Women’s Council hatte sich in einem offenen Brief an den Papst für eine geschlechtsneutrale Bezeichnung der Enzyklika eingesetzt.

### Allgemeines
Papst Franziskus fordert alle Menschen guten Willens auf, umzudenken. Zentrale Aussage ist der Wunsch, einen Planeten zu haben, der allen Menschen Land, Heimat und Arbeit biete. Die Pandemie COVID-19 habe das Versagen der Welt, während der Krise zusammenzuarbeiten, bewiesen. Die Enzyklika ruft zu mehr menschlicher Brüderlichkeit und Solidarität auf und ist ein Plädoyer gegen Kriege.

### Menschenrechte
Unter der Überschrift „Menschenrechte, die nicht universal genug sind“ stellt er fest, dass die Menschenrechte „tatsächlich nicht für alle gleich gelten“. Er fragt sich, „ob die Gleichheit an Würde aller Menschen, die vor nunmehr 70 Jahren feierlich verkündet wurde, wirklich unter allen Umständen anerkannt, geachtet, geschützt und gefördert wird“. Zahlreiche Formen von Ungerechtigkeit würden „genährt von verkürzten anthropologischen Sichtweisen und von einem Wirtschaftsmodell, das das auf dem Profit gründet und nicht davor zurück scheut, den Menschen auszubeuten, wegzuwerfen oder sogar zu töten“ (Nr. 22).

### Sklaverei
Franziskus ist sich der Tatsache bewusst, dass trotz internationaler Abkommen zur Beseitigung der Sklaverei in all ihren Formen und entsprechender politischer Maßnahmen „noch heute Millionen Menschen jeden Alters ihrer Freiheit beraubt werden und gezwungen werden, unter Bedingungen zu leben, die der Sklaverei vergleichbar sind“. Die Verirrung kenne keine Grenzen, wenn man Frauen versklavt, die dann zur Abtreibung gezwungen werden oder Menschen entführt, um ihre Organe zu verkaufen (Nr. 24). Selbstkritisch räumt Franziskus ein, „dass die Kirche  ... so lange gebraucht hat, bis sie mit Nachdruck die Sklaverei und verschiedene Formen der Gewalt verurteilte“ (Nr. 86).

### Gleichberechtigung von Mann und Frau
Mit Nachdruck fordert Franziskus die Gleichberechtigung von Mann und Frau. Unter der Überschrift „Recht ohne Grenzen“ sagt er, es sei „inakzeptabel, dass eine Person weniger Rechte hat, weil sie eine Frau ist“ (Nr. 121). Er prangert an, dass die Gesellschaften auf der ganzen Erde noch nicht so organisiert seien, dass „die Frauen genau die gleiche Würde und die gleichen Rechte haben wie die Männer“ (Nr. 23). Angesichts der päpstlichen Ablehnung des Frauenpriestertums wird Franziskus dafür kritisiert, dass Geschlechtergerechtigkeit nach innen nicht umgesetzt wird; so wirft ihm die Franziskanerin Franziska Mitterer von den Schwestern vom Hl. Kreuz einen „blinden Fleck“ vor.

## Sonstiges
Am 16. Oktober 2020 sprach der frühere Bundespräsident Christian Wulff im Rahmen einer Privataudienz mit Papst Franziskus in Rom über die Enzyklika Fratelli tutti.